# Marmosa murina
L'opossum topo di Linneo (Marmosa murina), conosciuto anche come opossum topo comune o opossum nano, è un marsupiale sudamericano della famiglia Didelphidae.

## Descrizione
Il corpo è lungo circa 11 – 14 cm, cui si aggiungono altri 13 – 21 cm di coda. Il pelo del dorso è marroncino, quello del ventre è biancastro, e sulla faccia è presente una mascherina nera intorno agli occhi. La coda è prensile, e viene usata per trasportare foglie e per arrampicarsi. Ha il pollice opponibile nelle zampe anteriori con cui si aiuta ad arrampicarsi.

## Biologia

### Comportamento
Questo animale è notturno:di giorno si rifugia in nidi abbandonati e in alberi cavi. L'opossum nano è un animale solitario. Per sembrare più minaccioso si alza sulle zampe posteriori e mostra i denti.

### Alimentazione
Si nutre di piccoli invertebrati, lucertole, uova, pulcini e frutta.

### Riproduzione
Ha una gestazione di circa 13 giorni, e dà alla luce 5-10 piccoli, che pesano alla nascita 90 mg e che si aggrappano sul dorso della madre, in 5-10 giorni. Lo svezzamento dei piccoli avviene a 62 giorni. La durata della vita dell'opossum nano è di 3 anni.

## Distribuzione e habitat
Lo si trova in Colombia, Venezuela, Trinidad e Tobago, Guyana, Suriname, Brasile, Ecuador orientale, Perù orientale, e Bolivia orientale.